# ロマラン洋菓子店
ロマラン洋菓子店（ロマランようがしてん）は、岡山県岡山市北区にかつて所在した、洋菓子の製造小売を手掛ける企業。1961年に番町に店を構えて創業し、1971年には表町商店街に支店を出して、半世紀以上にわたって2店舗での経営を続けたが、後継者問題を抱え、2024年5月31日をもっていずれも閉店した。
店名の「ロマラン (Romarin)」は、フランス語でローズマリーを意味する。
おもな商品には、岡山産の小麦粉「ぼっけぇー粉」を使用した番町生ロールや、半熟ショコラ、城下プチフロマージュなどがあり、このうち半熟ショコラは、2007年にテレビ番組『はなまるマーケット』で取り上げられ、全国的な注目を集めた。
また、主力商品のひとつだったチョコパイは、初代店主が開業以前に東京で修行していた際に、当時の師匠と共同で開発したもので、製造の全工程に3日かかる手の込んだものであった。このほか、バウムクーヘンやマドレーヌなどが定番商品となっていた。
商品は、番町の本店で製造され、2つの店舗で販売されていた。また、本店にはイートイン・コーナーも設けられていた。